# Эллинистический Египет
Эллинистический Египет (332 г. до н. э. — 30 г. до н. э.) — период в истории Древнего Египта, начинающийся со вхождения в состав державы Александра Македонского. Столицей эллинистического Египта стал основанный Александром город Александрия (Египетская) в дельте Нила, превратившийся в один из основных центров греческой эллинистической культуры.
Первый египетский царь этого периода, Птолемей Сотер, использовал местные традиции, сохранившиеся от династического периода, для закрепления своей власти, и основал династию Птолемеев, которая правила бо́льшую часть времени и, потому его государство именуется также Птолемеевским царством (греч. Πτολεμαϊκὴ βασιλεία, Ptolemaïkḕ basileía; копт. Ⲡⲧⲟⲗⲉⲙⲁⲓⲕⲏ ϯⲙⲉⲧⲟⲩⲣⲟ), птолемеевским Египтом или государством Птолемеев.
Просуществовал до завоевания Октавианом в 30 году до н. э., после чего стал провинцией Египет Римской империи.

## История

### Захват Египта Александром. Борьба диадохов
В 332 году до н. э. войска Александра Великого вступили в Египет — на тот момент сатрапию в составе державы Ахеменидов (по египетской традиции — XXXI династии). Александр посетил Мемфис и вслед за тем Сиву, где оракул Амона провозгласил македонского царя воплощением Зевса-Амона и новым законным правителем Египта.
Успокоив египтян почтением к их религии, Александр назначил македонян на все ключевые посты во вновь завоёванной области, богатства которой могли быть использованы для продолжения похода; он начал строительство нового греческого города в дельте Нила — Александрии, ставшей новой столицей расширявшейся державы. Доверив дальнейшее развитие своей политики номарху Клеомену из Навкратиса, Александр со своими войсками покинул Египет в начале 331 года до н. э., более туда не вернувшись.
Cкоропостижная смерть Александра в Вавилоне в 323 году до н. э. повлекла за собой продолжительные войны между диадохами, боровшимися за власть в огромной империи. Результатом этой борьбы стал раздел захваченных Александром территорий. Египет достался Птолемею I (правил в 323 — 283 до н. э.), который провозгласил себя царём в 305 году до н. э. Основанная Птолемеем династия правила Египтом до самого его завоевания римлянами.

### Первые Птолемеи
Птолемея I принято характеризовать как умного и талантливого политика. На это указывает и то, что он единственный из диадохов умер естественной смертью. Он объявил, что Александр Македонский — покровитель его рода, подтверждением чему служил тот факт, что Александр был захоронен в Александрии. Культ Александра распространился по всему Египту. Затем в 270 году до н. э. умерла жена Птолемея II, Арсиноя II, которая вскоре была обожествлена. Последующие правители провозглашались богами уже при своей жизни, вскоре после восшествия на престол. Этот культ, во-первых, был унаследован от Древнего Египта, а во-вторых, сознательно укреплялся династией Птолемеев, чтобы доказать свою легитимность и усилить власть.
При сыне Птолемея I, Птолемее II (правил в 283—246 годах до н. э.), Египет возвысился, достигнув наибольшего могущества при Птолемее III (правил в 246—222 годах до н. э.). Державе Птолемеев принадлежали Киренаика, Кипр, Палестина, Южная Сирия, западная часть Малой Азии, побережье Фракии и Геллеспонта, острова Эгейского моря.

### Упадок
Начиная с правления Птолемея IV Филопатора, предпочитавшего праздную жизнь и роскошь, мощь Египта слабела. Восстания египетских племён привели к потере части территории страны. Александриец Сосибий и фаворит Агафокл, фактически начав управлять страной ещё при Птолемее IV, захватили власть при малолетнем Птолемее V Эпифане, убив его мать и разогнав всех выдающихся людей, которые представляли для них угрозу. Стратег Тлеполем смог отнять право регентства, но был плохим управленцем. Видя слабость Египта, Антиох III Великий, царь государства Селевкидов и Филипп V македонский, царь Македонии, совместно напали и смогли захватить острова в Эгейском море, Карию, Южную Сирию, Палестину и Келесирию.
Вынужденный союз с Римом не предотвратил вторжения в 170 году до н. э. Антиоха IV Эпифана, который сверг несовершеннолетнего Птолемея VI Филометра и посадил на трон контролируемого им Птолемея VIII Эвергета. После длительной борьбы, Птолемей VI при поддержке Рима смог вернуть себе власть в Египте, но погиб в битве при Антиохии в 145 году до н. э.

### Поздние Птолемеи
Птолемей VIII вернулся на трон, но после обострения вражды с женой-сестрой (бывшей ранее женой-сестрой Птолемея VI) Клеопатрой II, бежал на Кипр в 130 году до н. э. Вернувшись с наёмными войсками, Птолемей VIII примерно к 124 году до н. э. силой вернул себе власть.
После смерти Птолемея VIII в 116 году до н. э., в соответствии с завещанием, вторая жена умершего царя Клеопатра III хотела возвести на трон своего несовершеннолетнего сына Птолемея X Александра I. Однако народ добился воцарения старшего сына — Птолемея IX Сотера II. Клеопатра III не удовольствовалась только ролью соправителя, и в 107 году до н. э. предприняла попытку государственного переворота, вызвав с Кипра Птолемея X, бывшего там наместником. Птолемей IX, не желая сражаться с матерью, сбежал на Кипр, где объявил себя царём, а затем ушёл воевать в Сирию и Палестину, откуда был изгнан Клеопатрой III. К 89 году до н. э. Птолемей X стал чрезвычайно непопулярен в Египте и был убит. Птолемей IX стал правителем Египта.
Дочь Птолемея IX — Береника III — вышла замуж за Птолемея X, а после его смерти в 80 году до н. э. правила 6 месяцев, после чего была вынуждена выйти замуж за Птолемея XI Александра II, который вскоре убил её. Рассерженный народ растерзал царя, но тем самым Египет лишился последнего прямого законного наследника из рода Птолемеев. Опасаясь вмешательства Рима, царём был провозглашён сын от наложницы Птолемея IX — Птолемей XII Неос Дионис (Авлет).
Римская республика, многие годы вмешивающаяся в политику Египта, обратила внимание на низкую легитимность царя Египта и его развратный образ жизни, который он предпочитал управлению страной. Считается, что присоединение Египта к Риму входило в политическую программу Юлия Цезаря. Однако Птолемею XII удалось, заплатив огромную сумму в 6 тысяч талантов (155 т 400 кг серебра), купить поддержку Цезаря и заключить союзнический договор. Несмотря на это, в 58 году до н. э. Кипр, на котором правил другой сын от наложницы Птолемея IX, был объявлен римской провинцией и туда были введены войска. Спасаясь от гнева народа, Птолемей XII уехал в Рим просить помощи; его жена Клеопатра VI Трифаена в течение 1 года правила Египтом. Береника IV сменила умершую царицу, но в 55 году до н. э. при поддержке римских войск была свергнута и обезглавлена для того, чтобы её отец Птолемей XII снова смог воцариться на троне Египта. Вынужденный платить по набранным в Риме долгам, Птолемей XII раздавал сокровища и государственные должности римлянам. После смерти в 51 году до н. э. его сын Птолемей XIII и дочь Клеопатра VII стали соправителями.

## Социально-экономическое и административное устройство

### Административное устройство

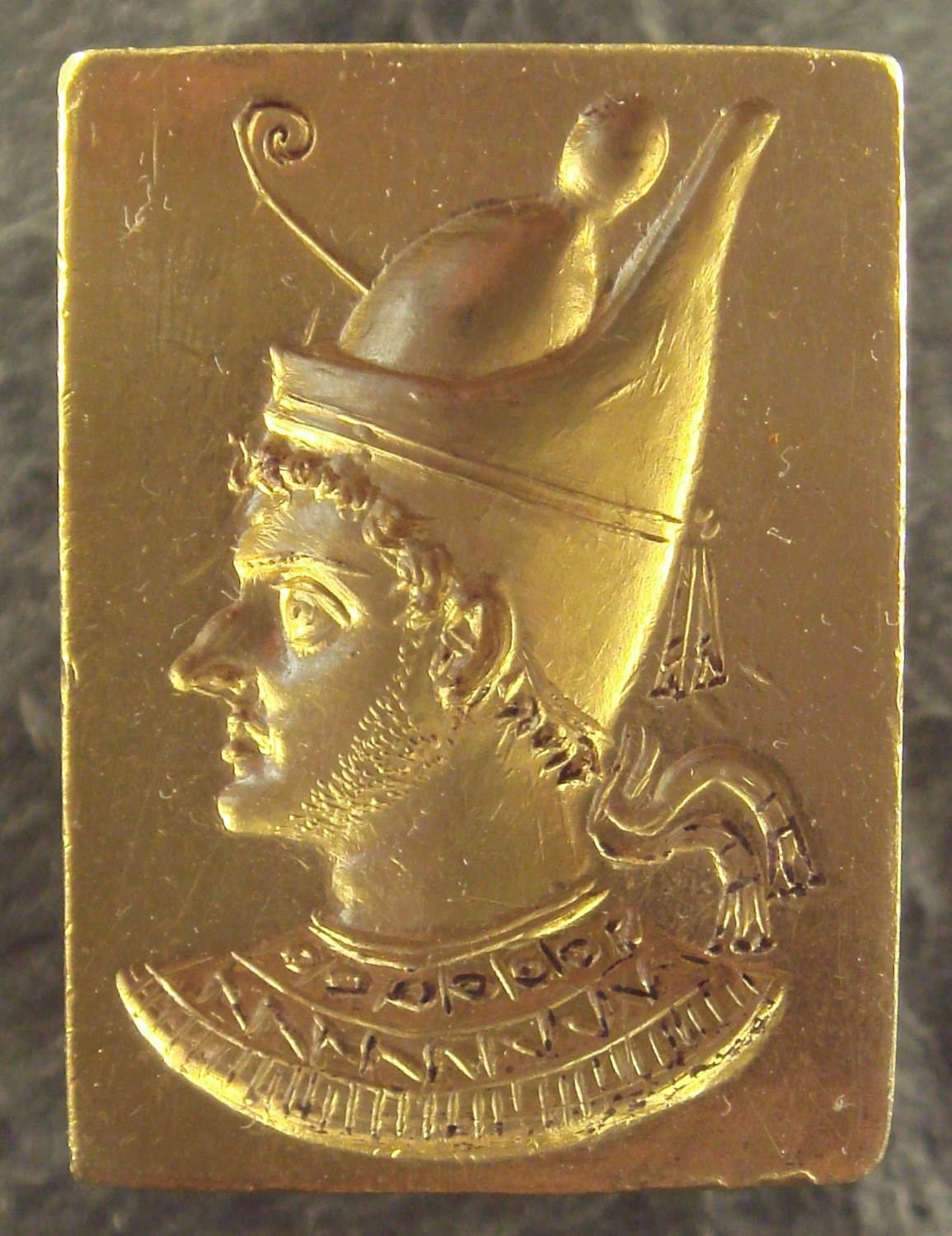
Птолемей VI в образе египетского фараона

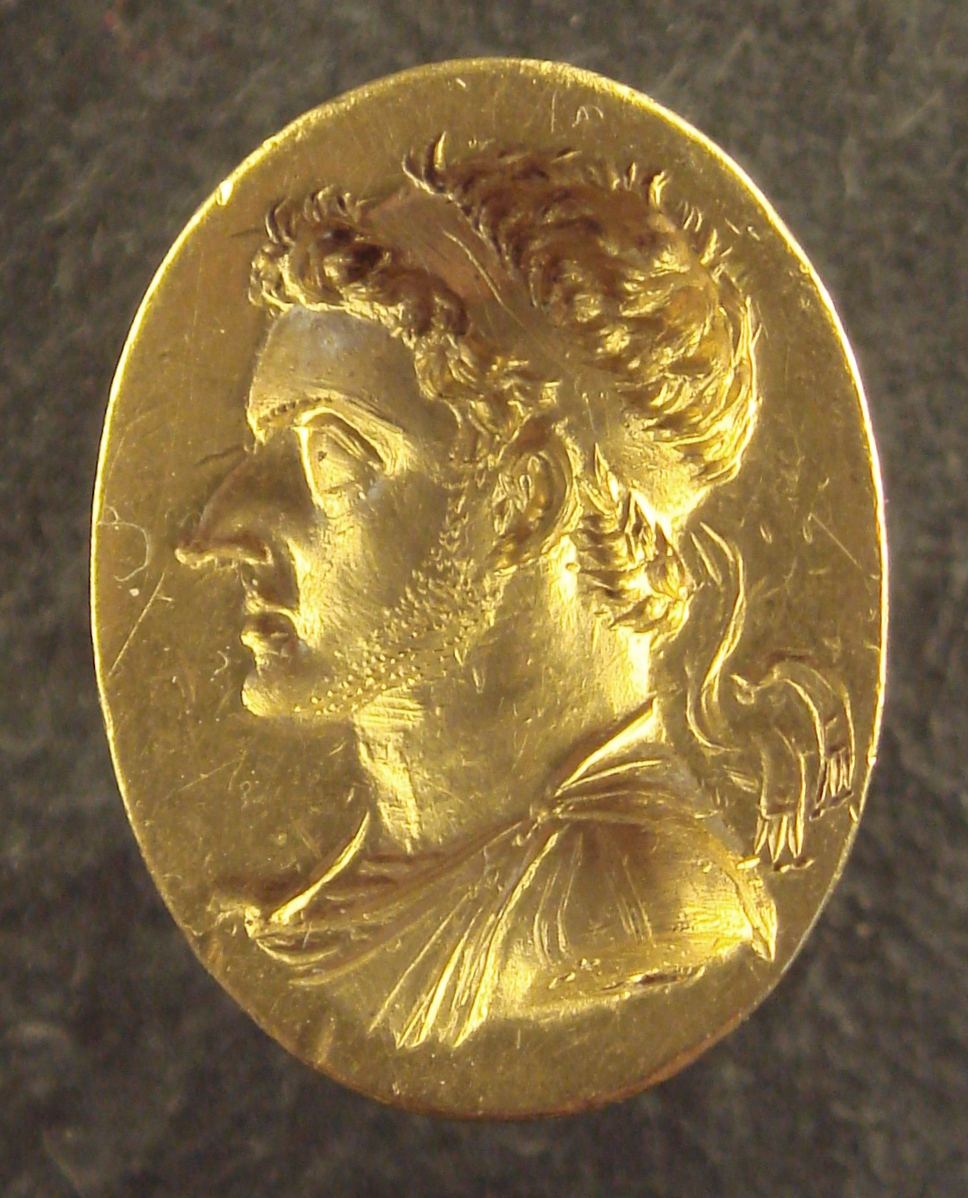
Птолемей VI в образе греческого царя

#### Власть
В управлении Египтом эпохи Птолемеев органически сочетались черты как греко-македонские, так и собственно египетские. Царь обладал всей полнотой власти. Его опорой был огромный штат чиновников. Сохранилось громадное количество канцелярской переписки. Делопроизводство велось на греческом языке. При дворе Птолемеев жили традиции Александра: существовал «царский журнал», велась обширная корреспонденция. Существовали высшие придворные должности: «родственников», «равных по почёту родственникам», «первых друзей», «равных первым друзьям», «друзей», «преемников» и т. д.
На вершине административной иерархии находилась должность диойкета (др.-греч. διοικητής — управитель) — управляющего хозяйством и финансами, ведавшего царской казной, учётом хозяйственных ресурсов, учётом и сбором поступлений, контролем расходов. Диойкет был первым сановником в государстве и при определённых способностях мог стать всемогущим. Таковым, например, был диойкет Аполлоний в правление Птолемея II.

#### Хора
Все населённые пункты, кроме трёх полисов, входили в хору (др.-греч. χώρα — земля, страна), то есть не имели самоуправления. Хора делилась на номы (это деление сохранилось с древнего времени), которые во многом продолжали быть обособленными. Номы делились на топархии, а те, в свою очередь, — на комы. У Геродота и Страбона упоминается наименьшая единица деления — арура (др.-греч. ἄρουρα), мера земельной площади у греков — около 0,024 га, у египтян — около 0,2 га. Последний объясняет что «такое точное и мелкое деление необходимо из-за постоянного смешения границ, причиняемого Нилом во время разливов».
Функции номархов перешли к стратегам (др.-греч. στρατηγός — полководец, вождь). Секретарь, ведавший всем делопроизводством нома, назывался царским секретарём. Соответствующие должности были и в топархиях и комах. Назначение на них зависело от диойкета.
Деятельность всех этих должностных лиц была тесно связана с финансовыми чиновниками, также подчинявшимися диойкету. Главным финансистом в номе был эконом (др.-греч. οἰκονόμος — управляющий домом, хозяин). До нас дошла «Инструкция эконому» III века до н. э., дающая ясное представление о его обязанностях. По сути, на экономе лежала забота о всей хозяйственной жизни нома. Проверять его деятельность должен был контролёр.
В административном центре находилась касса (трапеза) во главе с трапезитом (др.-греч. τραπεζίτης — меняла, банкир), выполнявшая разнообразнейшие денежные операции и прежде всего принимавшая новые поступления. Там же располагался главный склад зерна (тесавр — др.-греч. θησαυρός — сокровищница, казнохранилище, кладовая) под управлением ситолога (от др.-греч. σιτολογία — собирание хлеба или съестных припасов). Трапеза и тесавр имели отделения на местах.

#### Полисы
В эллинистическом Египте, в отличие от Державы Селевкидов, полисы не играли значительной роли. Во всём государстве их было лишь три: Александрия, Навкратис (старая греческая колония) и Птолемаида (основана Птолемеем I). В то же время значимы были древние египетские города, хотя и не имевшие самоуправления: Мемфис, Фивы, Гермополь, Гераклеополь и другие. Полисы не принадлежали к хоре и не входили в управление нома. Граждане полиса составляли городскую общину и объединялись в филы (др.-греч. φυλή — род, колено, племя) и демы (др.-греч. δῆμος — народ; область, страна), подобно тому, как это было в Греции. В Навкратисе и Птолемаиде они избирали совет города и некоторых должностных лиц. В Александрии, так как она была столицей, городского совета не было. Это был город огромного числа национальностей: здесь жили македоняне, греки, фракийцы, критяне, иранцы, выходцы из Малой Азии, иудеи, сирийцы и египтяне. Последние были лишены каких-либо политических прав. Остальное же население объединялось по этническому признаку в политевмы (др.-греч. πολίτευμα — способ управления государством, политический принцип; управление государством; государственное устройство), независимые друг от друга и подчинявшиеся лишь царской администрации. Степень их самоуправления была неодинаковой.

Александрия была крупнейшим эллинистическим городом, важнейшим центром ремесла и торговли. Географ Страбон (64/63 до н. э. — 23/24 н. э.) писал: 
Это единственное во всём Египте место и для торговли на море, благодаря его превосходной гавани, и для торговли сухопутной, потому что всё легко свозится по реке и собирается в таком пункте, который представляет наибольший в мире рынок.
 Александрия была отстроена по плану архитектора Дейнократа Родосского и имела регулярную планировку. Город делился на пять кварталов. В царском квартале располагались дворец Птолемеев, театр, Мусейон, библиотека, гробница Александра Македонского.

#### Жречество

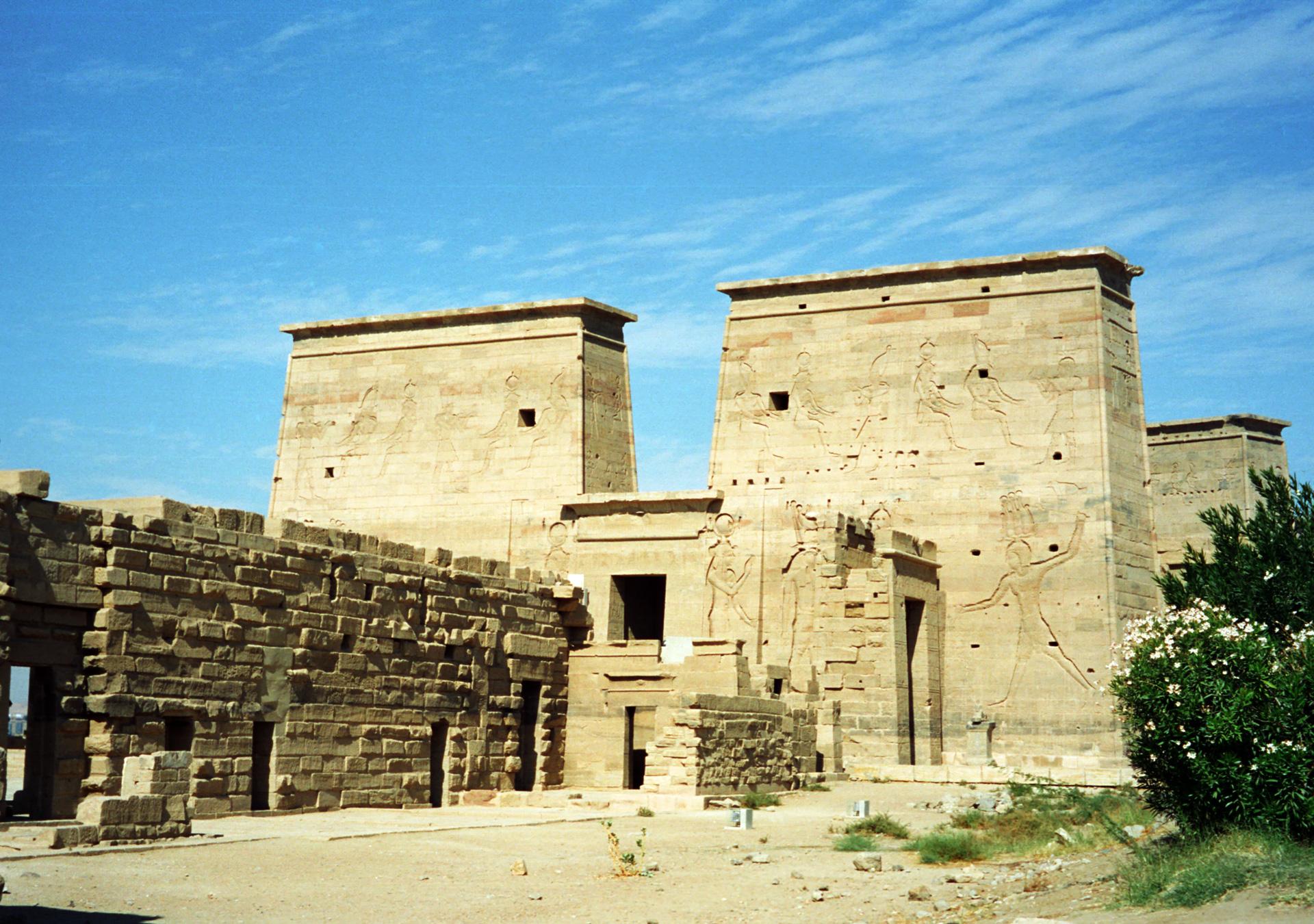
Храм птолемеевского времени в Филах

Отношение Птолемеев к жречеству было двояким: с одной стороны, самостоятельность этого класса была несколько урезана, но в то же время жрецы всячески поддерживались царями как очень влиятельная социальная сила. Из многих надписей известно, что Птолемеи даровали множество земель вместе с их доходами местным божествам.
Во главе любого храма стоял архиерей (др.-греч. ἀρχιερεύς — верховный жрец, первосвященник), или эпистат (др.-греч. ἐπίσταθμος — начальник), представлявший местное жречество при общении с правительством. Периодически созывались съезды жрецов (синоды — от др.-греч. σύνοδος — сходка, собрание). За храмами сохранялись особые права, например, право убежища.
Храмы в Египте всегда были крупными хозяйственными центрами. Особенно это было заметно в Фиваиде, где располагались храм Гора в Эдфу, храм Исиды на острове Филы и другие. Храмы обладали определёнными привилегиями в области ремесленного производства. Например, правом производства сезамного масла, что было монополией государства, правом на изготовление особых тканей. Жрецы получали денежное пособие из казны и собирали приношения с верующих.

### Законодательство. Судебная власть
Все стороны хозяйственной и социальной жизни Египта регулировались определёнными указами и постановлениями, некоторые из которых дошли до нашего времени. Это, например, постановление 261 года до н. э. о рабовладении и так называемый «Податной устав» 257 года до н. э. Египетское эллинистическое право представляло собой удивительное переплетение греческого и древнеегипетского законодательств. Для египетского и греческого населения существовали различные суды, равно как для полисов и хоры. Вопросы между греками и египтянами решались в общем судилище.

## Армия
Армия Птолемейского Египта считается одной из лучших в эллинистический период, извлекая выгоду из огромных ресурсов королевства и его способности адаптироваться к меняющимся обстоятельствам. Вооруженные силы Птолемеев изначально служили оборонительным целям, в первую очередь против конкурирующих претендентов на диадохов и соперничающих эллинистических государств, таких как Империя Селевкидов. Во времена правления Птолемея III его роль была более империалистической, что помогло расширить контроль или влияние Птолемея над Киренаикой, Келесирией и Кипром, а также над городами Анатолии, южной Фракии, островов Эгейского моря и Крита. Военные расширили и обезопасили эти территории, продолжая при этом выполнять свою основную функцию по защите Египта. Его основные гарнизоны находились в Александрии, Пелузий в Дельте и Элефантине в Верхнем Египте. Птолемеи также полагались на военных, чтобы утвердить и сохранить свой контроль над Египтом, часто в силу своего присутствия. Солдаты служили в нескольких подразделениях королевской гвардии и были мобилизованы против восстаний и династических узурпаторов, которые становились все более распространенными. Члены армии, такие как матимои, иногда нанимались в качестве охранников для чиновников или даже для обеспечения сбора налогов.

## Наука и культура

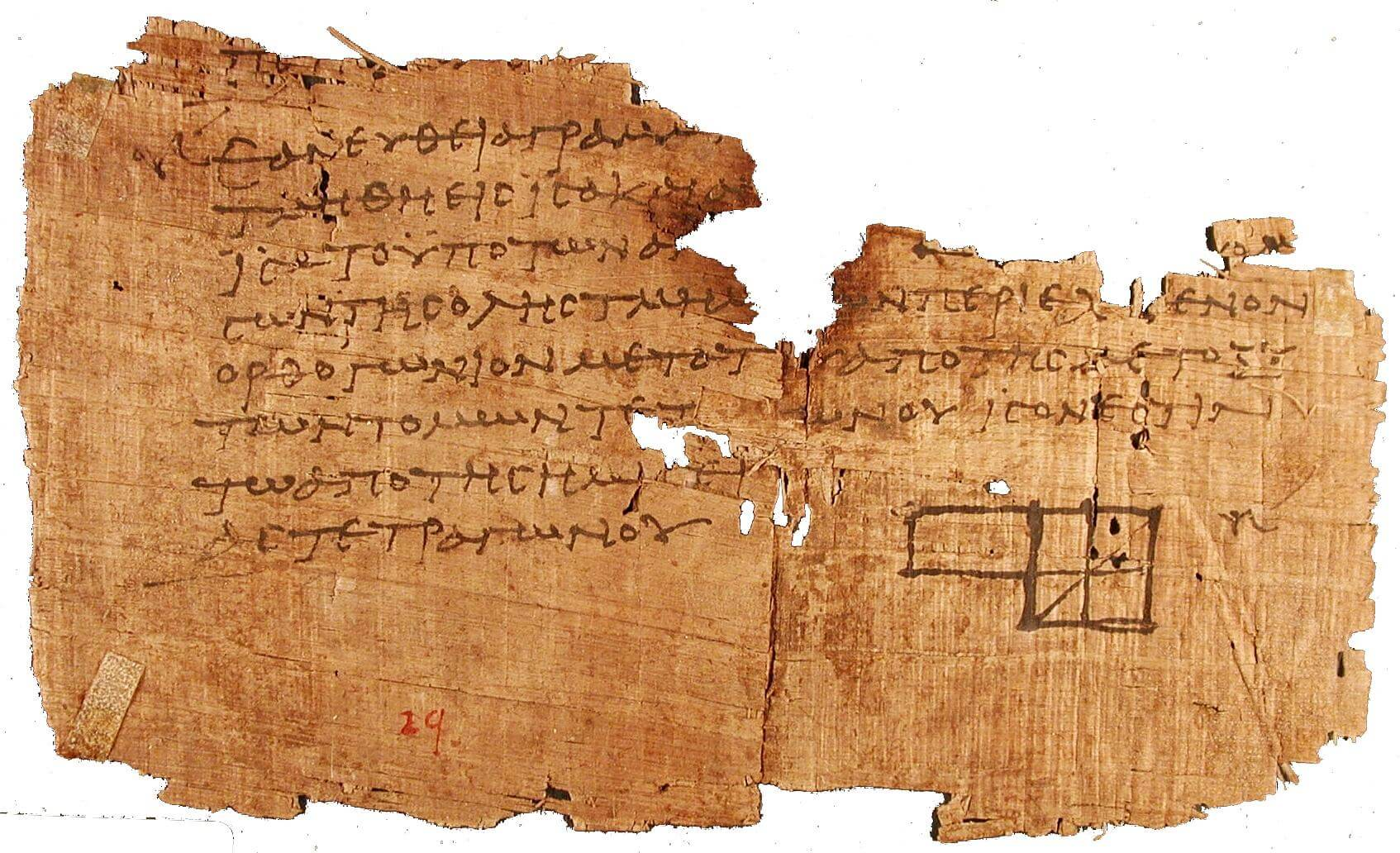
Папирус с фрагментами «Начал» Евклида

### Просвещение
В продолжение эллинистического периода Египет теряет свою культурную самобытность и постепенно вливается в общеэллинистический мир, становясь его неотъемлемой частью. Главным научно-культурным центром этого периода становится Александрия, а её ядром была известная Александрийская библиотека (крупнейшая в эллинистическом мире), образовавшаяся на базе Мусейона и объединявшая, наряду с Пергамской, виднейших учёных и писателей той эпохи. В двух этих библиотеках складывались подчас совершенно различные научные школы, соперничавшие между собой. Среди работавших в Александрии были такие знаменитые люди, как:
- Евклид, основоположник современной «евклидовой» геометрии (геометрии линейного пространства).
- Архимед, проживший некоторое время в Александрии, механик, показавший всю свою изобретательность при осаде Сиракуз римлянами.
- Аристарх Самофракийский, глава александрийской грамматической школы, предложивший принцип аналогии в образовании форм слова.
- Дионисий Фракийский, написавший первый в истории греческого языка учебник грамматики.
- Эратосфен, изложивший основы географии.
- Страбон, автор большого труда по географии, содержащего бесценные сведения о Древнем мире.
- Клавдий Птолемей, астроном, предложивший геоцентрическую систему мира, удерживавшуюся в сознании людей более полутора тысячелетий.
- Гиппарх, составивший обширный каталог звёздного неба и придумавший шкалу звёздных величин по блеску, используемую до сих пор.
- Аполлоний Пергский, автор фундаментального труда о конических сечениях.
- Аристарх Самосский, создавший первую в истории человечества гелиоцентрическую систему мира.

Библиотека перенесла пожар в 48—47 годах до н. э., однако продолжала оставаться самой большой и после этого. В 273 году, когда римский император Аврелиан брал Александрию, библиотека была разрушена.
- Манетон из Себеннита — историк, написавший для Птолемея «Историю Египта»

#### Художественная литература
Одним из виднейших александрийских учёных был Каллимах из Кирены (около 310—240 до н. э.), важнейший поэт III века до н. э., создатель сорокатомной переписи фондов Александрийской библиотеки. Он писал произведения самых различных жанров: гимны, эпиграммы, трагедии, комедии и прочие. Другим знаменитым поэтом был Аполлоний Родосский (около 295—215 до н. э.), сделавший попытку возрождения эпической поэзии в пространной поэме «Аргонавтика». В то же время появлялись и новые жанры: Феокрит (конец IV — первая половина III века до н. э.) ввёл идиллию, Геронд — мимы.

#### Историография
Эллинистический Египет впервые увидел жанр историографии: до этого никаких подобных трудов в Египте не создавалось, а события прошлого описывались в исторических романах, в которых реальность была перемешана с вымыслом.
В III веке до н. э. египетский жрец Манефон (конец IV — первая половина III века до н. э.) из города Себеннита написал «Историю Египта» — огромный труд на греческом языке. Это произведение не имело особого успеха у современников, но сохранившиеся фрагменты дают представление о необычайной ценности его работы. Именно Манефон предложил схему деления истории Египта, которая сохранилась до нашего времени (на периоды и династии).

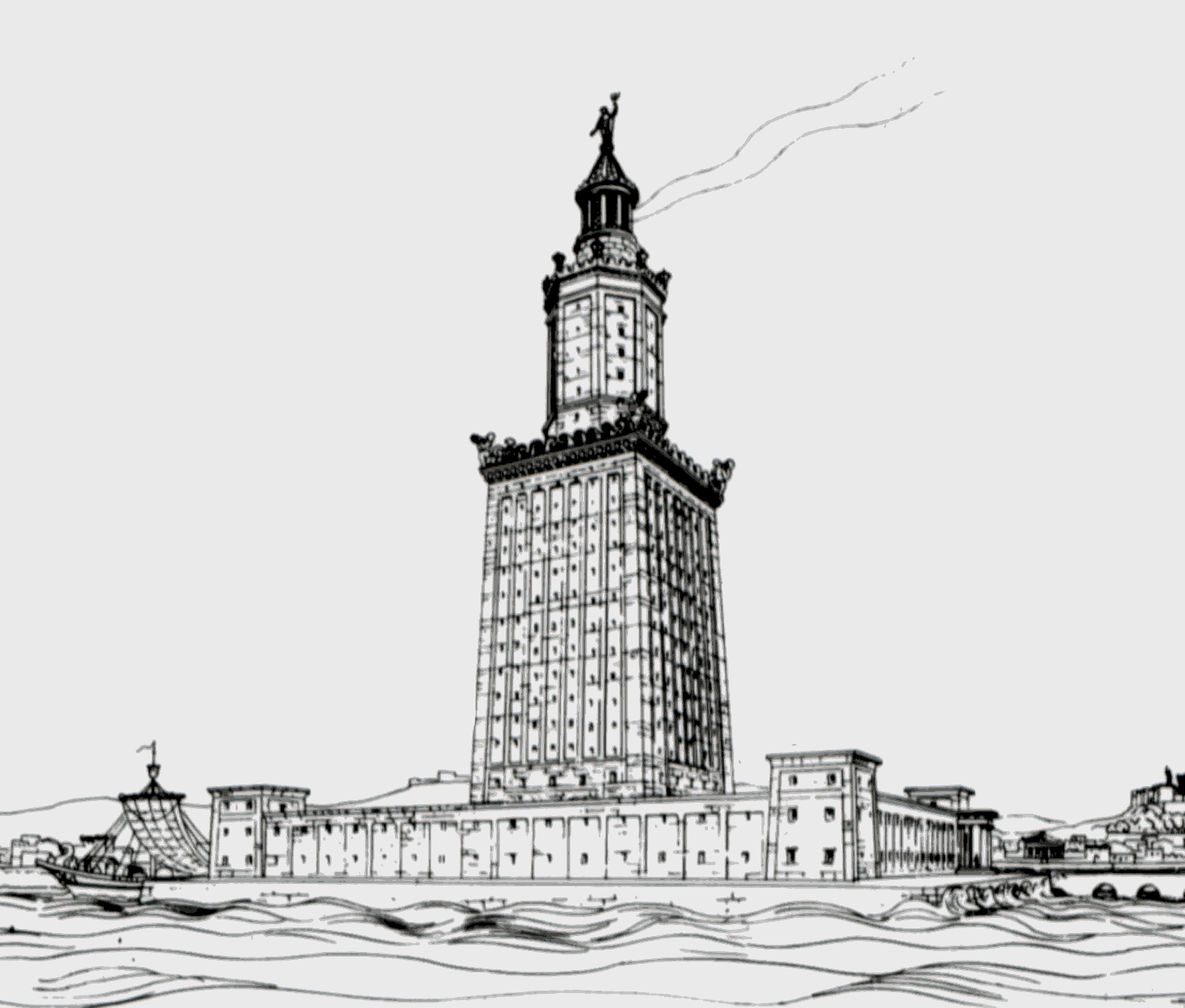
Фаросский маяк. Реконструкция А. Тирша

### Монументальное искусство
Монументальное искусство Древнего Египта осталось в далёком прошлом. Однако и в эллинистическую эпоху было построено несколько поразительных строений. Главным из них является Фаросский маяк — одно из «семи чудес света». Маяк был построен архитектором Состратом Книдским около 280 года до н. э. на острове Фарос, чтобы освещать кораблям вход в гавань, и своей высотой превышал 100 метров. Возможно, это был первый маяк в истории человечества и вне сомнения, это было величайшее создание античного мира. Строение простояло полторы тысячи лет, а затем было разрушено.

### Изобразительное и прикладное искусство

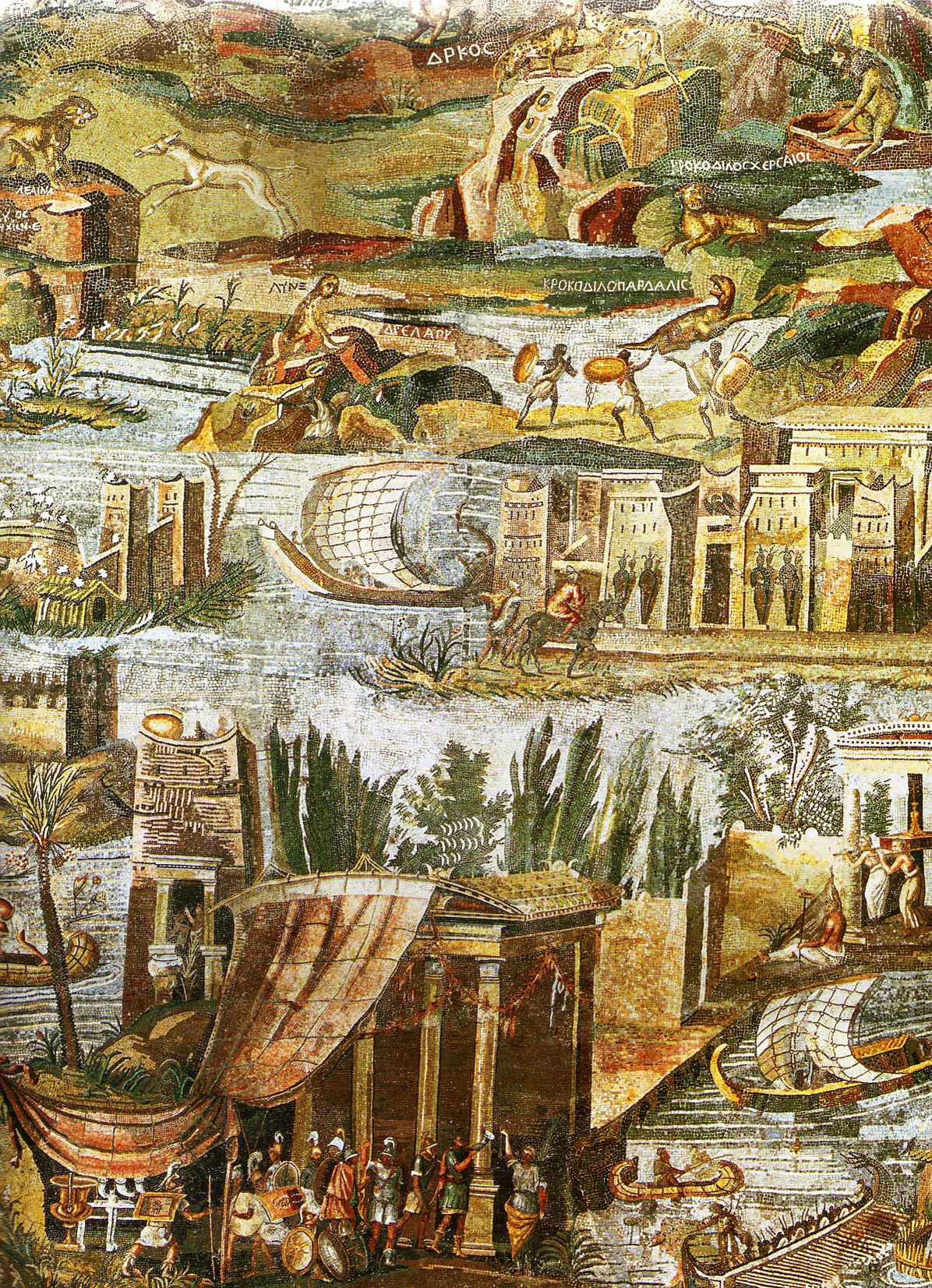
Нильская мозаика (ок. 80 г до н. э.).

### Религия
Ещё при Птолемее I образовался новый культ бога Сараписа, соединившего в себе важнейшие черты греческого и египетского пантеонов. Его почитание быстро распространилось по всей территории страны.
Особенностью эллинистического Египта явилось также массированная практика введения в религиозный повседневный быт культа обожествлённых и божественных монархов. Культ царя в Египте эпохи Птолемеев достиг, пожалуй, своего наивысшего расцвета.

## Интересные факты
- Около 250 года до н. э. в Египет были ввезены дромедары (одногорбые верблюды)[9].